# هجوم شرق حماة (2017)
كان هجوم شرق حماة (2017) عملية عسكرية نفذها الجيش السوري ضد الدولة الإسلامية في العراق والشام (داعش) بهدف تأمين الطريق السريع إثريا-الشيخ هلال، وخط إمدادات الحكومة نحو حلب، والانتقال نحو وادي العذيب.

## الهجوم
في 31 مايو، شن الجيش العربي السوري وحلفاؤه، بدعم من سلاح الجو الروسي، هجومًا ضد معاقل الدولة الإسلامية في عقيربات، في الجزء الشرقي من منطقة سلمية، في محافظة حماة. في اليوم التالي، وصلت مجموعة جديدة من التعزيزات الحكومية للهجوم. كان عقيربات قد استخدم من قبل داعش كمنصة إطلاق للهجمات على سلمية. في 3 يونيو، نفذت الطائرات الحربية السورية والروسية أكثر من 30 غارة جوية ضد مواقع داعش. كما استخدمت مدفعية وصواريخ ثقيلة.
في صباح يوم 5 يونيو، بدأ الجيش العربي السوري، بدعم من قوات الدفاع الوطني، عملية على محور ثان ضد داعش جنوب الشيخ هلال. قبل الهجوم البري، تعرضت مواقع داعش لضربات جوية مستمرة وقصف مدفعي. في اليوم التالي، استولى الجيش على بلدتين جنوب شرق الشيخ هلال.
في 12 يونيو، أرسل الجيش السوري مركبات تقنية ومدافع مضادة للطائرات وقطعات مدفعية محمولة على شاحنات إلى المنطقة. وبعد أربعة أيام، استأنفت القوات الحكومية الهجوم، واستولت على تلة تبارة الديبة الكبيرة، ثم حولت انتباهها إلى سد عقارب. في 18 يونيو، استولى الجيش على أربع قرى شمال عقيربات، على طول الطريق بين إثريا والسعن. في 13 يوليو، قامت صقور الصحراء، جنبا إلى جنب مع قوات الدفاع الوطني ولواء القدس، بتأمين قرى أم توينة، والحردانة والقسشية، جنوب طريق سلمية - إثريا، وتأمين خط التموين لمدينة حلب.